# Telluride (Colorado)
Telluride is een plaats in de San Juan Mountains van Zuidwest-Colorado in de Verenigde Staten en valt bestuurlijk gezien onder San Miguel County.
De plaats dankt zijn naam aan de goudzoekers van de 19e eeuw. Zij troffen daar namelijk goud aan in de vorm van een zwart erts dat het telluride van goud bleek te zijn. Telluride is ook bekend vanwege de natuur en de skigebieden. Het is een favoriete stek voor toeristen, vooral in de wintertijd.

## Demografie
Bij de volkstelling in 2000 werd het aantal inwoners vastgesteld op 2221.
In 2006 is het aantal inwoners door het United States Census Bureau geschat op 2267, een stijging van 46 (2,1%).

## Geografie
Volgens het United States Census Bureau beslaat de plaats een oppervlakte van 1,8 km², geheel bestaande uit land. Telluride ligt op ongeveer 2667 m boven zeeniveau.

## Plaatsen in de nabije omgeving
De onderstaande figuur toont nabijgelegen plaatsen in een straal van 24 km rond Telluride.

## Geboren
- Scott Mercier (1968), wielrenner
- Keaton McCargo (1995), freestyleskiester